# Едвард Гайнц
Едвард Джон Гайнц англ. Edward John Heinz (30 серпня 1932) — генерал-лейтенант у відставці ВПС Сполучених Штатів, який обіймав посаду директора розвідувального співтовариства з 1986 до 1990 рр. Він був призначений через програму перепідготовки офіцерів ROTC в Університеті Міннесоти в 1954 році.